# Stenodyneriellus turneriellus
Stenodyneriellus turneriellus är en stekelart som beskrevs av Giordani Soika 1961. Stenodyneriellus turneriellus ingår i släktet Stenodyneriellus och familjen Eumenidae. Inga underarter finns listade i Catalogue of Life.